# Exocentrus tricolor
Exocentrus tricolor là một loài bọ cánh cứng trong họ Cerambycidae.